# Meloemorpha aliena
Meloemorpha aliena är en skalbaggsart som först beskrevs av Bates 1880.  Meloemorpha aliena ingår i släktet Meloemorpha och familjen långhorningar.
Artens utbredningsområde är Guatemala. Inga underarter finns listade i Catalogue of Life.